# Cure (rivier)
De Cure is een rivier in Bourgogne-Franche-Comté, Frankrijk. Hij ontspringt in Gien-sur-Cure en mondt uit in de Yonne te Vermenton. Hij stroomt door de departementen van de Nièvre en de Yonne.
Er zijn drie stuwmeren op de rivier: het lac des Settons, het lac de Chaumeçon te Chalaux en het lac de Saint-Agnan. Het grootste, de Settons bij Montsauche-les-Settons, bestond vroeger uit moerassen, waar de Cure doorheen liep, maar die in 1854 omgevormd werden in een meer.
De belangrijkste zijrivier van de Cure is de Bridier, die ontspringt te Gouloux.